# Kim Moon-hwan
Kim Moon-hwan (kor. 김문환; ur. 1 sierpnia 1995 w Hwaseong) – południowokoreański piłkarz, występujący na pozycji obrońcy w katarskim klubie Al-Duhail SC oraz w reprezentacji Korei Południowej. Uczestnik Pucharu Azji 2019 i Mistrzostw Świata 2022.

## Statystyki

### Klubowe
Na podstawie:
| Klub                   | Sezonów | Liga               | Liga  | Liga   | Puchar krajowy | Puchar krajowy | Kontynentalne | Kontynentalne | Suma  | Suma   |
| Klub                   | Sezonów | Liga               | Mecze | Bramki | Mecze          | Bramki         | Mecze         | Bramki        | Mecze | Bramki |
| ---------------------- | ------- | ------------------ | ----- | ------ | -------------- | -------------- | ------------- | ------------- | ----- | ------ |
| Busan IPark            | 3       | K League 2         | 87    | 7      | 9              | 1              | –             | –             | 120   | 9      |
| Busan IPark            | 1       | K League 1         | 24    | 1      | 9              | 1              | –             | –             | 120   | 9      |
| Los Angeles FC         | 2       | MLS                | 28    | 1      | 0              | 0              | –             | –             | 28    | 1      |
| Jeonbuk Hyundai Motors | 2       | K League 1         | 39    | 1      | 6              | 0              | 6             | 0             | 51    | 1      |
| Al-Duhail SC           | 1       | Qatar Stars League | 9     | 0      | 0              | 0              | 6             | 0             | 15    | 0      |
|                        | Łącznie | Łącznie            | 187   | 10     | 15             | 1              | 12            | 0             | 214   | 11     |

### Reprezentacyjne
Na podstawie:
| Mecze na Mistrzostwach Świata 2022 | Mecze na Mistrzostwach Świata 2022 | Mecze na Mistrzostwach Świata 2022 | Mecze na Mistrzostwach Świata 2022 | Mecze na Mistrzostwach Świata 2022 | Mecze na Mistrzostwach Świata 2022 | Mecze na Mistrzostwach Świata 2022 | Mecze na Mistrzostwach Świata 2022 | Mecze na Mistrzostwach Świata 2022 |
| Lp.                                | Data                               | Miasto                             | Przeciwnik                         | Wynik                              | Czas                               | Gole                               | Inne                               | Faza rozgrywek                     |
| ---------------------------------- | ---------------------------------- | ---------------------------------- | ---------------------------------- | ---------------------------------- | ---------------------------------- | ---------------------------------- | ---------------------------------- | ---------------------------------- |
| 1.                                 | 24.11.2022                         | Ar-Rajjan                          | Urugwaj                            | 0:0 (0:0)                          | 1'–90'                             |                                    |                                    | Grupa H                            |
| 2.                                 | 28.11.2022                         | Ar-Rajjan                          | Ghana                              | 2:3 (0:2)                          | 1'–90'                             |                                    |                                    | Grupa H                            |
| 3.                                 | 02.12.2022                         | Ar-Rajjan                          | Portugalia                         | 2:1 (1:1)                          | 1'–90'                             |                                    |                                    | Grupa H                            |
| 4.                                 | 05.12.2022                         | Doha                               | Brazylia                           | 1:4 (0:4)                          | 1'–90'                             |                                    |                                    | 1/8 finału                         |

## Sukcesy
Na podstawie:

### Klubowe
Z Jeonbuk Hyundai:
- Puchar Korei Południowej 2021/22